# جيمس بارتولوميو بلاكويل
جيمس بارتولوميو بلاكويل (بالفرنسية: James Bartholomew Blackwell؛ بالإنجليزية: James Bartholomew Blackwell) هو عسكري أيرلندي وفرنسي، ولد في عقد 1760 في Ennis ‏ في جمهورية أيرلندا، وتوفي في 14 مارس 1823 في باريس في فرنسا.